# Denys Wilkinson
Sir Denys Haigh Wilkinson (* 5. September 1922 in Leeds; † 22. April 2016) war ein britischer Kernphysiker.

## Leben und Werk
Wilkinson studierte in Cambridge, wo er 1944 bis 1959 Fellow des Jesus Colleges war (und ab 1961 Ehren-Fellow). 1943 erwarb er dort seinen Bachelor-Abschluss, 1947 den Master-Abschluss. Im selben Jahr promovierte er dort auch. Dazwischen arbeitete er in britischen und kanadischen Kernenergieprojekten. 1947 war er Demonstrator, 1951 Lecturer und 1956 Reader in Kernphysik in Cambridge. 1957 wurde er Professor für Kernphysik (ab 1959 für Experimentalphysik) in Oxford, wo er der Abteilung für Kernphysik von 1962 bis 1976 vorstand. 1976 verließ er Oxford. Von 1976 bis 1983 war er Direktor der Internationalen Schule für Kernphysik in Erice. Ab 1976 war er Professor an der University of Sussex, wo er von 1976 bis zu seiner Emeritierung 1987 Vizekanzler war.
2001 wurde das Labor für Kernphysik der Universität Oxford, das er 1957 mitgegründet hatte, nach ihm benannt.
Wilkinson war seit 1956 Fellow der Royal Society, deren Hughes-Medaille er 1965 und deren Royal Medal er 1980 erhielt. 1968 wurde er Fellow der American Physical Society. 1974 wurde er geadelt. 1961 wurde er D.Sc. in Cambridge. 1985 bis 1993 war er Vizepräsident der IUPAP und von 1980 bis 1982 war er Präsident des Institute of Physics. Er war Mitglied in zahlreichen Komitees und Gremien auf nationaler Ebene, aber auch zum Beispiel beim CERN. 1990 wurde er Mitglied der Academia Europaea.
Neben experimenteller Kernphysik befasste er sich auch mit der Navigation von Vögeln.
1978 bis 1984 war er Herausgeber von Progress in Particle and Nuclear Physics. Er war auswärtiges Mitglied der Königlich Schwedischen Akademie der Wissenschaften.
Er war zweimal verheiratet und wurde in seiner ersten Ehe Vater von drei Töchtern.

## Auszeichnungen
- 1957: Holweck-Preis
- 1962: Rutherford Medal and Prize
- 1965: Hughes-Medaille
- 1974: Tom-W.-Bonner-Preis für Kernphysik
- 1980: Royal Medal
- 1986: Guthrie-Medaille

## Schriften
- Ionization chambers and counters, Cambridge University Press 1950
- als Herausgeber: Isospin in nuclear physics, North Holland 1969
- als Herausgeber mit Mannque Rho: Mesons in Nuclei, North Holland, 3 Bände, ab 1979
- Our Universes, Columbia University Press 1991